# Tektoniek (architectuur)

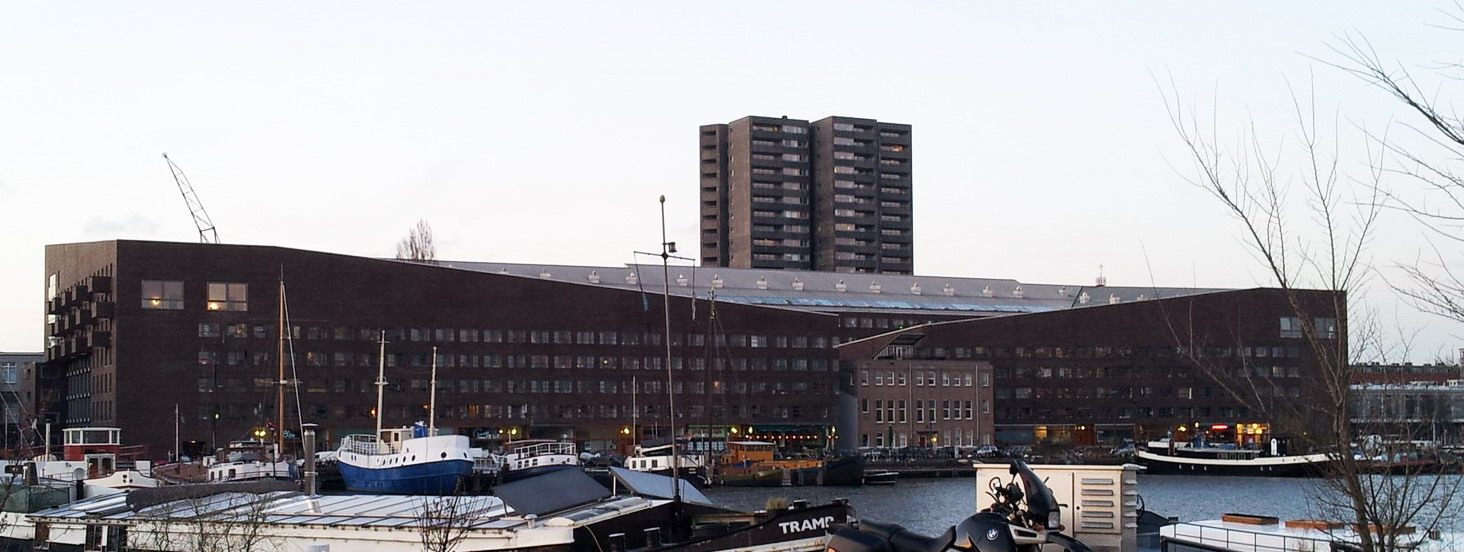
Gebouw 'Piraeus', KNSM-eiland, Amsterdam: pure 'baksteenarchitectuur'

Tektoniek is de leer van architectonische vormgeving in relatie met constructie, techniek en beleving. Het bijvoeglijk naamwoord 'tektonisch' (of 'tektonisch zuiver') betekent in dit verband: 'helder van opbouw'.
De term tektoniek beschrijft binnen de architectuurtheorie de samenhang tussen structuur, materiaal en ruimtelijke beleving van een gebouw, waarbij afwegingen moeten worden gemaakt tussen puur technische vraagstukken als belasting en spanning, en meer subjectieve maatstaven als 'menselijkheid', esthetica en taktiliteit. Er bestaan verschillende interpretaties en stellingnamen om hieraan invulling te geven. Volgens sommigen gaat het om het 'eerlijk' tonen van de constructie; volgens anderen mag deze juist onzichtbaar gemaakt worden, waarbij de bekleding integraal onderdeel is van de constructie.
Een van de eersten die hierover schreef was de Duitse architect Gottfried Semper (1803-1879, onder andere Semperoper), die het begrip definieerde als "de kunst van het samenvoegen van starre, staafvormige delen tot een onverzettelijk systeem". Enkele decennia later gaf de Oostenrijkse architect Adolf Loos zijn visie in Das Prinzip der Bekleidung. Bij het nieuwe bouwen werd niet alleen afstand genomen van de 19e-eeuwse neostijlen, maar ook van de verhullende 'gevelarchitectuur'; moderne constructies en materialen hoefden niet langer gecamoufleerd te worden. Het Glaspaleis in Heerlen is een fraai voorbeeld van een gebouw waarbij de constructie met paddenstoelkolommen van buitenaf zichtbaar is. Ook het naoorlogse Brutalisme ging uit van de 'eerlijkheid' van vorm en materiaal (beton). Een variant hierop is de zogenaamde pseudo-Maaslandse stijl uit de jaren 70 en 80 in onder andere Maastricht en Luik, waarbij uitwendige betonconstructies werden opgevuld met baksteen.
Volgens de architectuurtheoreticus Jan Peter Wingender was er in de naoorlogse periode in het architectuurdebat weinig ruimte voor de tektoniek van met name het oer-Nederlandse materiaal baksteen, hoewel er veel met baksteen gebouwd werd. Met name de architecten die zich associeerden met het architectuurtijdschrift Forum zouden zich gedistantieerd hebben van dit materiaal. Dit zou de marginale rol verklaren die bijvoorbeeld de Bossche School in het debat kreeg toebedeeld. Het gebouw 'Piraeus' (1994) van architect Hans Kollhoff op het KNSM-eiland in Amsterdam betekende in die zin een renaissance van de Nederlandse baksteenarchitectuur.

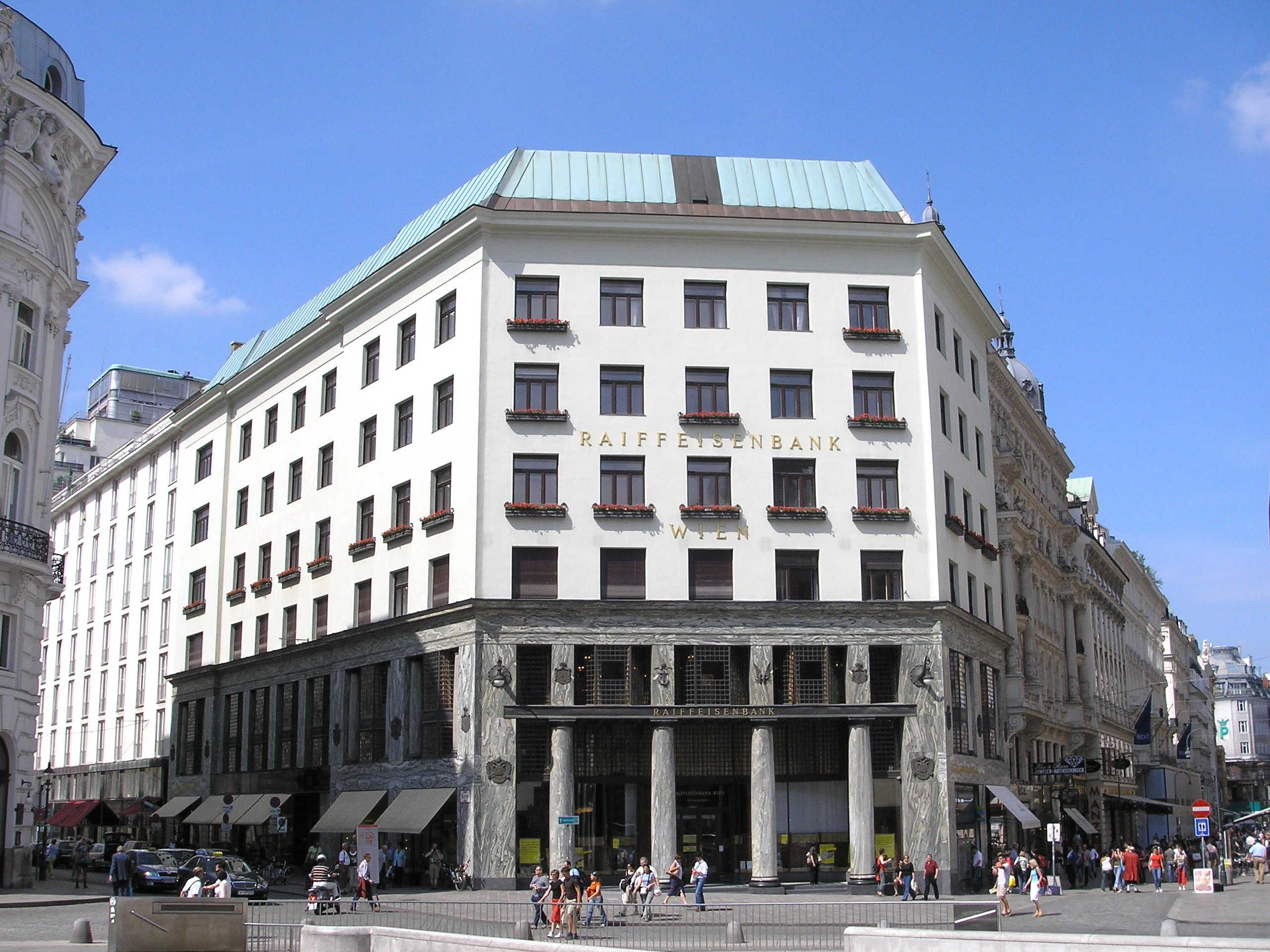
Looshaus, Wenen, 1910
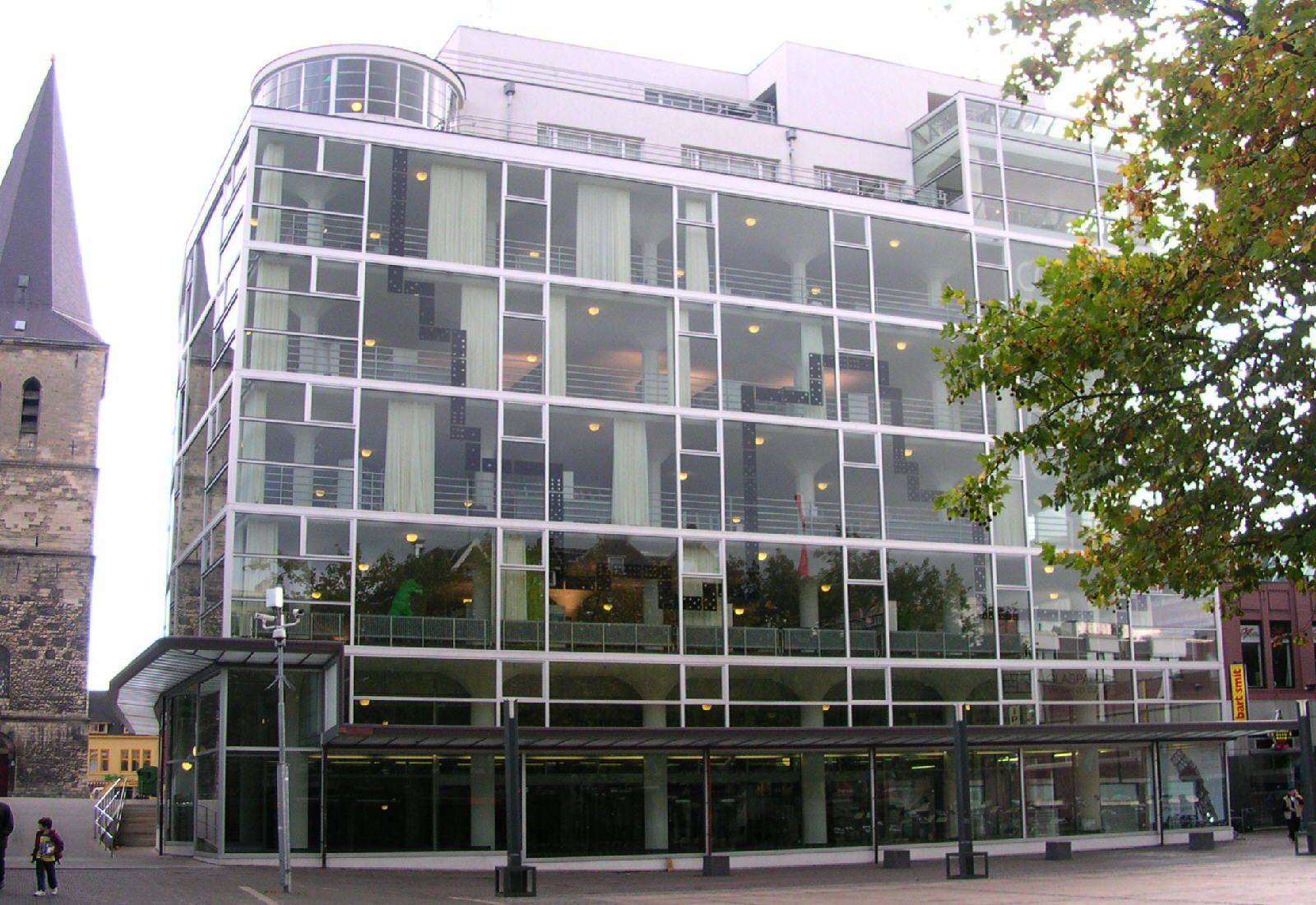
Glaspaleis, Heerlen, 1933
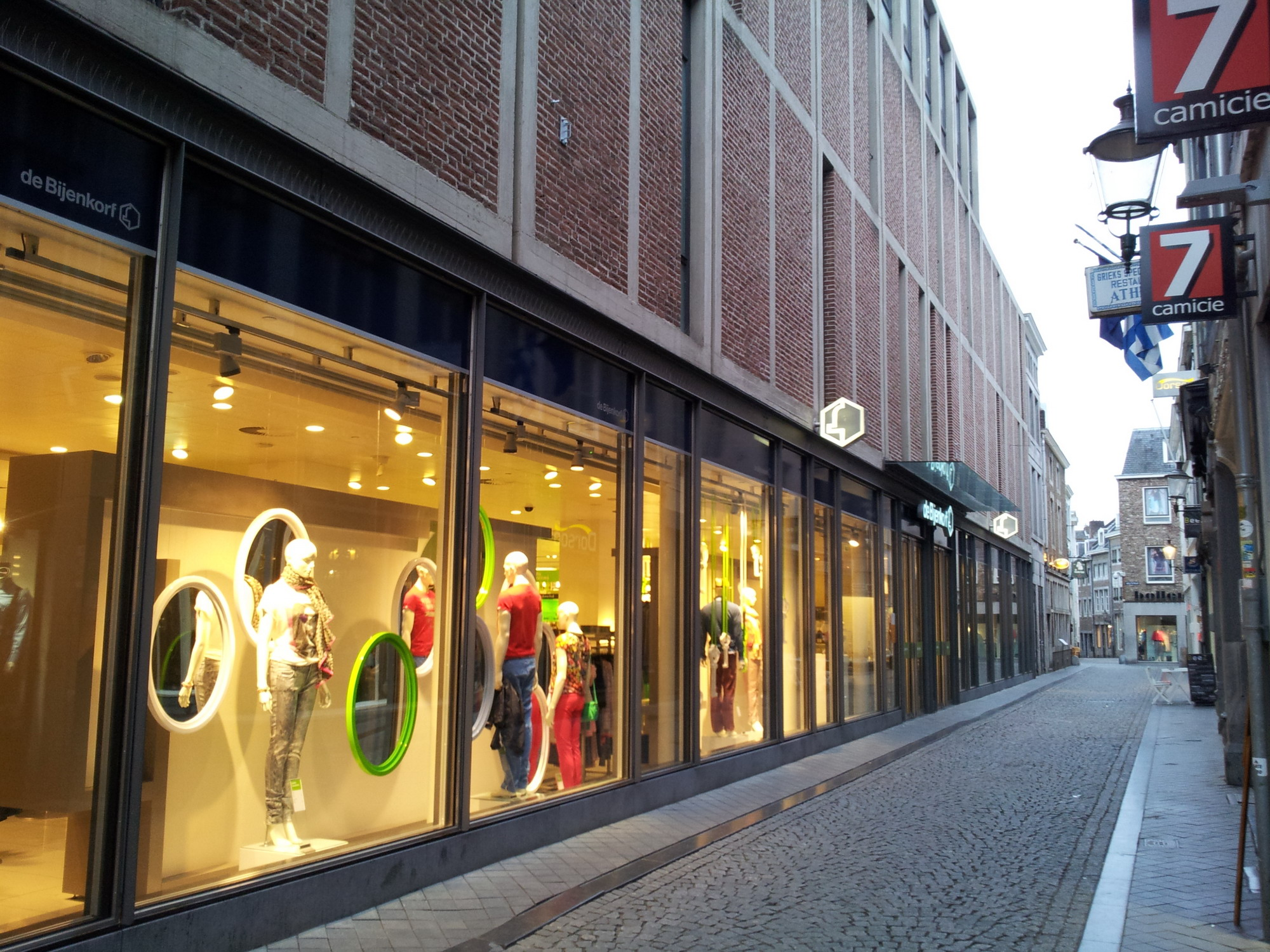
Bijenkorfgevel, Maastricht, 1972
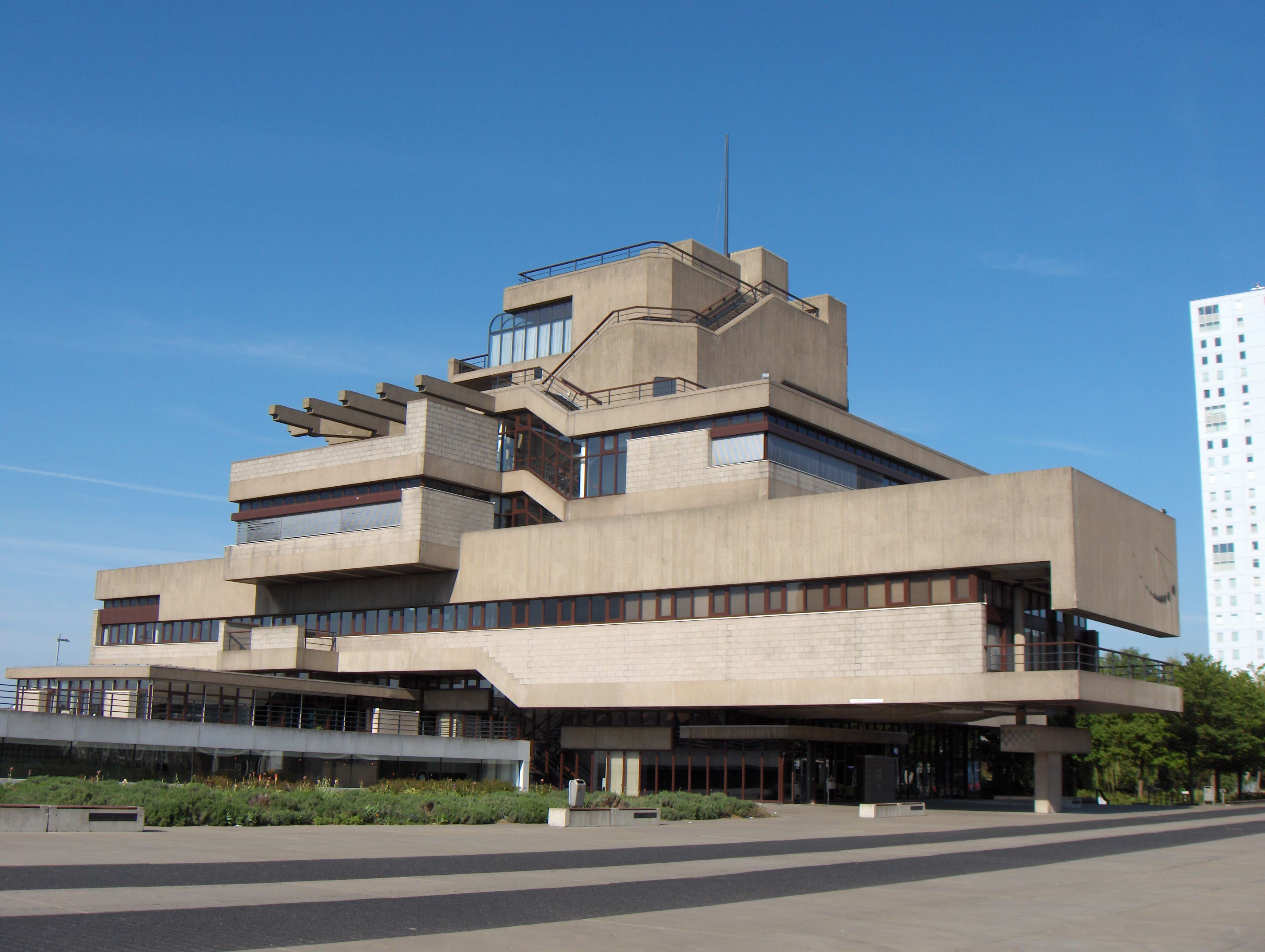
Stadhuis van Terneuzen, 1973